# Éric Gendry
Éric Gendry, né le 7 juin 1956 dans le 15ème arrondissement de Paris, est un journaliste français. Il est diplômé de l'European Business School (EBS).

## Carrière
Il commence sa carrière en 1979 comme journaliste sportif à RTL, avant de devenir présentateur de la session d’information du matin en binôme avec Jean-Jacques Bourdin. Il intègre en 1987 la chaîne M6 dès sa naissance. Il crée, avec Dominique Chapatte, l’émission Turbo. Il quitte M6 en 1990 pour créer une société  de production audiovisuelle. Outre cette activité de producteur indépendant, il va pendant plusieurs années collaborer de manière récurrente au service des sports de France 3 (à l'époque France Régions 3). Pendant trois ans il va ainsi signer, sous la responsabilité de Michel Drhey, de nombreux portraits de sportifs ainsi que de nombreux reportages sur des épreuves de voile (Coupe de l'America, Match Racing et Tour de France à la voile).
En 1993, il entre à Télé Monte-Carlo, propriété du Groupe Canal+, chaîne dirigée par Michel Thoulouze. Il y est chargé de la présentation et de la rédaction en chef de tous les programmes consacrés au sport en général, et au sport automobile en particulier.
Depuis 2002, il est journaliste indépendant et, bien que moins présent en télévision et en radio, on le voit apparaître épisodiquement sur Paris-Première, TV5 Monde, LCI, Eurosport
ou Europe 1. Il s'est aussi, durant ces dernières années, beaucoup impliqué dans la communication audiovisuelle de la Fédération française de golf (FFGolf). En réalisant un grand nombre de programmes audiovisuels, diffusés sur les chaînes du Groupe Canal+; ainsi que de multiples vidéos, diffusées sur le site internet de la Fédération ,. En parallèle de cette activité journalistique, Eric Gendry dirige aujourd'hui la société Media Guide Associés, organisme de formation qu'il a lui-même créé, et qui est spécialisé dans la communication et la formation de dirigeants à la prise de parole.
Durant toute l'année 2015, Éric Gendry a présenté une émission d'information quotidienne sur French Radio London, la radio de la communauté française de Grande-Bretagne. Il a, par la suite, élargi cette compétence en réalisant et produisant des podcasts hebdomadaires pour le site French Morning. Chaque semaine, il accueille à son micro d'anciens ou actuels expatriés, entrepreneurs d'un jour ou d'une vie, qui viennent raconter leur expérience.
Il a enseigné à l'École supérieure de journalisme de Lille.